# 德懷特·拉莫斯
德懷特·拉莫斯（1998年9月2日—）是生於美國加利福尼亚州西科維納的菲裔美籍男子籃球運動員，場上位置為得分後衛和小前鋒，現效力於B.League的Levanga北海道。他曾代表菲律賓大學運動協會的雅典耀藍鷹參加美國大學籃球比賽，也曾是菲律賓國家男子籃球隊的成員。
他曾代表菲律賓大學運動協會的雅典耀藍鷹參加美國大學籃球比賽。

## 早年
拉莫斯於1998年9月2日出生於美國加州西科維納，父親阿特米奧·拉莫斯（Artemio Ramos）來自菲律賓的南伊羅戈省，母親莉莉雅·拉莫斯（Liliya Ramos）則來自俄羅斯。他是家中三個孩子中的長子。拉莫斯與2022年巴林環球小姐伊芙琳·阿卜杜拉·哈利法（Evlin Abdullah-Khalifa）是表親，兩人的母親是堂姊妹。

## 高中生涯
拉莫斯從國中開始認真投入籃球運動。他曾就讀於位於加州聖塔安那的梅特戴天主教高中，這是一所體育強校，他在那裡的隊友包括NBA樂透區選秀球員史丹利·強森。然而，由於每天通勤至瑪特戴高中耗時過長，影響了他的課業成績 ，於是他轉學至距離家較近的核桃高中 。他在該校加入校隊「Mustangs」，當時的教練是喬·庫贊（Joe Khouzam）。

## 大學生涯

### NCAA
當拉莫斯仍在高中時，就已接到教練泰布·鮑德溫與弗朗茲·普馬倫的聯繫，兩人分別試圖招募他畢業後前往菲律賓，加入馬尼拉雅典耀大學的藍鷹與亞當森大學的翱翔獵鷹效力。然而，拉莫斯最終決定不加入雅典耀，而是繼續在美國發展他的大学籃球生涯。
拉莫斯就讀於加州州立大學富勒頓分校期間，曾為該校的泰坦隊效力，並於2016年至2018年間參加NCAA一級男子籃球錦標賽。之後，他轉學至位於加州州立理工大學波莫納分校，並代表該校的布朗科隊（Cal Poly Pomona Broncos）參加NCAA二級男子籃球錦標賽一個賽季。

### 雅典耀藍鷹
在效力加州州立理工大學波莫納分校的布朗科隊之後，拉莫斯前往菲律賓，加入雅典耀藍鷹隊，參加大學體育協會（UAAP）的比賽。但他必須先在2019年完成一年的等待期，才能正式上場參與UAAP的比賽。他在等待期間代表雅典耀出戰菲律賓大學生冠軍聯賽，幫助球隊奪得2019年全國大學冠軍
原本預計他會在UAAP第83季首次亮相，但因為COVID-19，該賽季被取消。他在2021年已具備參加PBA選秀的資格，但他選擇不參加，期望有機會與弟弟一起在雅典耀並肩作戰。

## 職業生涯

### 富山松雞 (2021年–2022年)
拉莫斯決定放棄他在菲律賓大學體育協會（UAAP）尚餘的一年出賽資格，並於2021年9月10日與日本B.League的富山松雞簽約。拉莫斯僅在2021–22賽季效力該隊，球隊在西區聯盟中排名第七。賽季結束後，富山未與他續約。

### Levanga北海道 (2022年–至今)
拉莫斯繼續留在日本B聯賽，於2022年5月加入Levanga北海道 。在他效力球隊的首個賽季中，場均貢獻10.0分、3.9個籃板及2.3次助攻。
2023年6月6日，拉莫斯與球隊續約。
2024年4月，拉莫斯在Levanga北海道對戰宇都宮皇者的比賽中受傷，遭遇眼窩底骨折。該年稍晚，他被任命為球隊的共同隊長，與島谷蓮一同擔任此職。

## 國家隊生涯
拉莫斯自2018年起便被菲律賓男籃國家隊列為培訓成員之一，當時他被納入為2023年世界盃籃球賽所準備的23人培訓名單中 。他於2020年2月首次代表菲律賓出賽，參加2021年亞洲盃籃球賽資格賽對印尼隊的比賽，該場比賽菲律賓以100比70獲勝，拉莫斯貢獻5分、5個籃板與2次抄截。
當時參賽的隊伍包含來自菲律賓籃球協會的球員。然而，由於COVID-19影響，後續資格賽的比賽多次延期，拉莫斯因此往返於菲律賓與美國之間，並多在防疫規範相對寬鬆的美國進行訓練。
他隨後入選2023年世界盃籃球賽的21人培訓名單，最終也被選進正式的12人最終名單。

## 個人生活
自2020年起，拉莫斯與職業排球選手金·奇安娜·迪（Kim Kianna Dy）交往。

## 外部連結
- 德懷特·拉莫斯在fiba.basketball（英语）
- 德懷特·拉莫斯在B.LEAGUE官網（日语）
- 德懷特·拉莫斯在Basketball-Reference.com（國際）（英语）
- 德懷特·拉莫斯在Sports-Reference.com（NCAA）（英语）
- 德懷特·拉莫斯在Eurobasket.com（球員）（英语）
- 德懷特·拉莫斯在Proballers（英语）
- 德懷特·拉莫斯在RealGM（球員）（英语）